# Bettina Blümner
Bettina Blümner (* 5. September 1975 in Düsseldorf) ist eine deutsche Regisseurin und Drehbuchautorin.  Sie lebt heute in Berlin.

## Leben
Von 1998 bis 1999 studierte sie Medienkultur- und Gestaltung an der Bauhaus-Universität Weimar. Ab 1999 bis 2004 folgte das Regie-Studium (Schwerpunkt Szenischer Film) an der Filmakademie Baden-Württemberg in Ludwigsburg sowie mit einem Austauschprogramm an der Escuela Internacional de Cine y Televisión auf Kuba. In dieser Zeit drehte sie einige Kurzfilme wie Forever Young (1999), Sommersonne (2001), Wash and Go (2003) und Die Kette (2004). Der Kurzfilm La Vida Dulce erhielt das Prädikat „besonders wertvoll“. Dieser Film aus dem Jahr 2005 handelt von den Muttertagsbräuchen auf Kuba. Er wurde auf dem Filmfestival Münster 2005 gezeigt und mit dem Förderpreis ausgezeichnet. 2006 erschien Bettina Blümners Kurzfilm Naked City über die Künstlerin Pia Dehne, die Blümner durch ihren Arbeitsalltag begleitete.
2007 hatte Bettina Blümner ihr Langfilmdebüt mit dem Film Prinzessinnenbad. Darin geht es um das Leben der drei 15-jährigen Mädchen Klara, Mina und Tanutscha, die im Berliner Stadtteil Kreuzberg aufwachsen. Für diesen Film erhielt Bettina Blümner den Preis Dialogue en Perspective bei der Berlinale 2007 sowie den Deutschen Filmpreis 2008. Aus Überzeugung dreht Blümner zwischen Spielfilmen auch immer Dokumentarfilme. In der Fernsehdokumentation Halbmondwahrheiten (2014, 90 Minuten) zeigte sie die Hintergründe des deutschtürkischen Psychologen Kazım Erdoğan und seiner deutschlandweit ersten Selbsthilfegruppe für türkischstämmige Männer, die Vätergruppe „Aufbruch Neukölln“. Für ihre 81-minütige Doku-Milieustudie Parcours d’Amour hat sie in zehn Tanzballhäusern in Paris recherchiert und gefilmt und von älteren Menschen erzählt, deren Lebensmittelpunkt das Tanzcafé und deren Leidenschaft das Tanzen ist. Im Rahmen des Wim-Wenders-Stipendiums für junge Filmschaffende aus Deutschland erhielt die Regisseurin 30.000 Euro für die Realisierung des Spielfilms Hello my friend, eine Coming-of-Age-Geschichte dreier deutscher Studenten in Kuba.
Im Mai 2018 wurde Bettina Blümner als Professorin für den szenischen und dokumentarischen Film an den Mediencampus der Hochschule Darmstadt berufen, sie leitet den Studiengang. Blümner ist Mitglied der Deutschen Filmakademie.

## Filmografie
- 1998: Jonny, Oldie & Löffel
- 1999: King of Swing
- 1999: King of Sex
- 2000: Ost-West ist krass
- 2001: Sommersonne
- 2002: Wash & go
- 2004: Die Kette
- 2005: La vida dulce
- 2005: 13+15
- 2006: Naked City
- 2007: Prinzessinnenbad
- 2010: Gestern, heute, übermorgen – 20x Brandenburg
- 2013: Scherbenpark[6]
- 2014: Halbmondwahrheiten (TV-Dokumentarfilm)
- 2014: Parcours d’Amour (Kino-Dokumentarfilm)[7]
- 2016: Binny und der Geist (TV-Serie, 3 Episoden)
- 2016: Hello my friend (Spielfilm)[8]
- 2017: SOKO München (TV-Serie, 2 Episoden)
- 2022: Vamos a la playa[9]

## Theaterinszenierungen
- 2008: Gina N. – X Wohnungen Neukölln,  Hebbel am Ufer Berlin
- 2011: Der Familienrat, Hebbel am Ufer Berlin

## Auszeichnungen
- 2005: WDR-Förderpreis des Filmfestivals Münster für La vida dulce (geteilt)
- 2007: „Dialogue en perspective“ für Prinzessinnenbad als bester Film der Perspektive Deutsches Kino auf den 57. Internationalen Filmfestspielen Berlin
- 2007: Förderpreis des Hauses des Dokumentarfilms
- 2008: Deutscher Filmpreis für Prinzessinnenbad
- 2015: Praxisstipendiatin in der Deutschen Akademie Rom Villa Massimo[10]
- 2023: Hessischer Filmpreis in der Kategorie Bester Spielfilm für Vamos a la Playa[11]